# Насіб-бек Усуббеков
Насіб-бек Усуббеков (азерб. Nəsib bəy Usubbəyov, також азерб. Yusufbəyli) (1881, Єлизаветполь — 31 травня 1920, Кюрдамирський повіт) — азербайджанський публіцист і державний діяч.

## Біографія
Насіб-бек Усуббеков народився 1881 року в Єлизаветполі (нині Гянджа) у родині бея. Закінчив школу-гімназію у рідному місті, після чого вступив на юридичний факультет Новоросійського університету в Одесі у 1902 році. Але навчання в університеті так і не завершив. Внаслідок активізації студентського руху університет було закрито й у 1905 році Усуббеков у Єлизаветполі стає одним із засновників організації «Діфаї».
Після революції 1905—1907 років у Росії, Усуббеков переїжджає до Бахчисараю, де допомагає Ісмаїлу Гаспринському у публікації газети «Тарджуман», а також одружується з дочкою Гаспринського — Шафігою. Після молодотурецької революції у 1908 році, переслідуваний поліцією, Усуббеков виїхав до Туреччини. Наступного року він повернувся до Єлизаветполя, працював у органах міського управління, займався публіцистичною, культурно-просвітницькою і доброчинною діяльністю.

### Тюркська партія децентралізації
Новий, найбільш значущий етап біографії Усуббекова припадає на роки після Лютневої революції в Росії. Разом з групою однодумців на початку 1917 року він створює у Єлизаветполі, якому невдовзі повернуто колишнє найменування Гянджа, «Тюркську Партію Децентралізації», також відому як «Партія Федералістів». Як представник Гянджі, а потім і партії, Усуббеков бере участь у мусульманських з'їздах у Баку й Москві. Тут він стає прибічником такого вирішення національного питання, за якого тюркським народам Росії надавалась би національно-територіальна автономія у складі єдиної держави.
Це положення й було покладено в основу програмного документа Тюркської партії федералістів, яку очолював Усуббеков. Це саме переконання поділяв лідер партії Мусават Мамед Емін Расулзаде, що й призвело до думки про об'єднання двох партій.
20 червня 1917 року ці партії злились в одну організацію, що отримала назву Тюркської партії федералістів Мусават. Як і інші члени партії він не визнавав законності приходу більшовиків до влади. Був висунутий в числі інших кандидатом у члени Установчих зборів Росії, куди й був обраний від Закавказького виборчого округу за списком № 10 — Мусульманський національний комітет і Мусават.
розпуск Установчих зборів більшовиками поклав край сумнівам у можливості за більшовицької влади встановлення у Росії парламентської системи. Це змусило депутатів від Південного Кавказу заявити про невизнання влади більшовиків і створення власної регіональної влади — Закавказького сейму. Місця у цьому регіональному парламенті були розподілені між різними, в основному національними партіями. Другою за чисельністю фракцією в Сеймі стала фракція партії Мусават. Керівником фракції було затверджено Мамеда Еміна Расулзаде. А одним із двох його заступників став Усуббеков.
В уряді Закавказької Федерації Усуббеков посів місце міністра просвіти. Але ідея конфедеративної закавказької держави існувала недовго. Наприкінці травня 1918 року було проголошено створення трьох незалежних держав: Азербайджану, Вірменії та Грузії. 28 травня було створено перший азербайджанський уряд. Насіб-бек в цьому уряді отримав пости міністра фінансів, міністра народної просвіти й у справах віросповідань. Усуббеков був палким прихильником негайного після проголошення незалежності укладення військового співробітництва з Туреччиною.
Усуббеков виступив категорично проти планів клерикальних кіл включити Азербайджан до складу Османської імперії. Маючи на увазі прихильників позбавлення Азербайджану незалежності, він казав: «Ці особи хочуть користуватись нашими правами… Я маю заявити, що буду першим захисником незалежності проти усіляких зазіхань».

### На посту глави уряду
Насіб-бек запропонував заново сформувати кабінет міністрів та зміг переконати в цьому тих, хто вагався. У другому кабінеті, створеному у червні 1918 року він посів пост міністра народної просвіти й у справах віросповідань. Цю посаду він зайняв і під час утворення третього кабінету в грудні 1918 року. Після цього Усуббеков займав посаду прем'єра з квітня 1919 до березня 1920 року, очолював четвертий, а слідом за цим і п'ятий кабінети, у складі яких він за сумісництвом виконував і обов'язки міністра внутрішніх справ. Приступаючи до виконання обов'язків керівника уряду, Насіб-бек оголосив декларацію, підкресливши, що основною задачею кабінету є забезпечення стійкості влади. В числі найважливіших проблем для уряду він назвав забезпечення територіальної цілісності країни, налагодження стосунків із сусідніми державами. Підкреслювалась необхідність забезпечення прав національних меншин, напрацювання законів, що гарантують права робітників, розробка законопроєкту про обов'язкову загальну освіту, вирішення аграрного питання. Усуббеков проголосив курс на встановлення економічних зв'язків з Радянською Росією.
Діяльність Усуббекова на посту глави уряду проходила у досить складні часи. Головна небезпека походила від сепаратистських сил. Спроби Вірменії відторгнути частини азербайджанської території, зусилля більшовицької Росії спровокувати заколот молоканського населення на півдні країни потребували мобілізації всіх можливостей молодої республіки.
Проявлена кабінетом Усуббекова рішучість дозволила ліквідувати авантюру на півдні.
Прагнення домовитись з вірменською стороною мирним шляхом довго не давало результату. Тоді були використані збройні сили, що дозволило придушити заколот у Карабаху.
Стосунки з Грузією були налагоджені в результаті укладення військової угоди.
За часів Усуббекова на прем'єрському посту було налагоджено стосунки з багатьма європейськими державами. У січні 1920 року Верховна Рада Антанти визнала незалежність Азербайджану де-факто. Велика робота проводилась кабінетом Усуббекова з розробки робітничого та аграрного законодавства. Однак діяльність кабінету Усуббекова постійно стикалась з перепонами, що походили від внутрішніх та зовнішніх сил. Серйозні проблеми походили від опозиційних партій.
Одне з необґрунтованих звинувачень призвело до звернення Усуббекова 13 вересня 1919 року до керівництва парламенту з проханням звільнити його від обов'язків керівника уряду. Тоді Усуббеков зберіг свій пост.
Але у березні 1920 року відставку було прийнято. спалахнула урядова криза, яка так і не була розв'язана. А 28 квітня в результаті агресії Азербайджан був окупований частинами 11 Червоної Армії.

### Загибель
Насіб-бек Усуббеков намагався втекти. Він навряд чи знав, що директива, дана командуванням Червоної Армії, однозначно вказувала на неприпустимість надання можливості найвиднішим керівникам АДР живими вибратись з Азербайджану. Було чітко прописано, що вони не мають віддалитись далі Кюрдамира. Директива виконувалась неухильно.
Нині у всіх інформаційних матеріалах можна зустріти фразу, що Усуббеков був убитий у Кюрдамирі невідомими особами у травні 1920 року.

## Родина
Насіб-бек був одружений із дочкою Гаспринського — Шафігою Солтан.